# ザンジバル都市部・西部州
ザンジバル都市部・西部州（ザンジバルとしぶ・せいぶしゅう、Mkoa wa Unguja Mjini Magharibi）は、タンザニア東部インド洋に浮かぶウングジャ島（ザンジバル島）の南西部を占める州である。ウングジャ島と北方のペンバ島を合わせた領域がザンジバル国家であった。人口391,002人（2002年）、州都はザンジバルの首都でもあったザンジバルシティである。

## 隣接州
北部にザンジバル北部州、東部にはザンジバル中部・南部州と接し、ザンジバル海峡を挟んだ大陸側は、プワニ州と対峙する。

ザンジバル都市部・西部州の位置（拡大）

## 下位行政区画
- Magharibi A (Distrikt)
- Magharibi B (Distrikt)
- Mjini (Distrikt)